# Kamienica przy ulicy Dominikańskiej 3/Poselskiej 30 w Krakowie
Kamienica przy ulicy Dominikańskiej 3/Poselskiej 30 – zabytkowa kamienica znajdująca się w Krakowie, w dzielnicy I na rogu ulic Dominikańskiej 3 oraz Poselskiej 30, na Starym Mieście.

## Historia kamienicy
W średniowieczu w miejscu obecnej kamienicy znajdowały się cztery gotyckie domy, będące własnością dominikanów. Były one wynajmowane rzemieślnikom i kupcom, o czym świadczą zapisy w księgach poboru szosu. Zostały one scalone i przebudowane na jedną, dwupiętrową kamienicę w I połowie XIX wieku. Budynek spłonął podczas wielkiego pożaru Krakowa w 1850. Podczas odbudowy otrzymał on prostą fasadę z tynkowymi dekoracjami w postaci opasek wokół okien i profilowanych gzymsów oraz tralkowe balustrady ganków i schodów. W latach 1901–1918 na parterze kamienicy mieścił się Zakład Artystyczno-Fotograficzny Franciszka Kryjaka. W 1994 przeszła remont konserwatorski.
W budynku mieści się siedziba Instytutu Tertio Milennio oraz Fundacji Dominikański Ośrodek Liturgiczny.
22 kwietnia 1982 kamienica została wpisana do rejestru zabytków. 16 kwietnia 1986 do rejestru wpisano także jej oficyny tylne. Budynek znajduje się również w gminnej ewidencji zabytków.